# Innerschwand am Mondsee
Innerschwand am Mondsee è un comune austriaco di 1 165 abitanti nel distretto di Vöcklabruck, in Alta Austria.